# العلاقات التونسية القرغيزستانية
العلاقات التونسية القيرغيزستانية هي العلاقات الثنائية التي تجمع بين تونس وقيرغيزستان.

## مقارنة بين البلدين
هذه مقارنة عامة ومرجعية للدولتين:
| وجه المقارنة                                              | تونس                                       | قيرغيزستان                      |
| --------------------------------------------------------- | ------------------------------------------ | ------------------------------- |
| المساحة (كم2)                                             | 163.61 ألف                                 | 199.95 ألف                      |
| عدد السكان (نسمة)                                         | 11.53 مليون                                | 6.20 مليون                      |
| الكثافة السكانية (ن./كم²)                                 | 70.47                                      | 31.01                           |
| العاصمة                                                   | تونس                                       | بيشكك                           |
| اللغة الرسمية                                             | اللغة العربية                              | اللغة الروسية، اللغة القيرغيزية |
| العملة                                                    | دينار تونسي                                | سوم قيرغيزستاني                 |
| الناتج المحلي الإجمالي (بليون دولار)                      | 40.26 مليار                                | 7.56 مليار                      |
| الناتج المحلي الإجمالي (تعادل القوة الشرائية) بليون دولار | 129.05 مليار                               | 20.45 مليار                     |
| الناتج المحلي الإجمالي الاسمي للفرد دولار أمريكي          | 3.87 ألف                                   | 1.10 ألف                        |
| الناتج المحلي الإجمالي للفرد دولار أمريكي                 | 11.44 ألف                                  |                                 |
| مؤشر التنمية البشرية                                      | 0.721                                      | 0.655                           |
| رمز المكالمات الدولي                                      | +216                                       | +996                            |
| رمز الإنترنت                                              | .tn                                        | .kg                             |
| المنطقة الزمنية                                           | ت ع م+01:00، توقيت وسط أوروبا، ت ع م+02:00 | ت ع م+06:00                     |

## منظمات دولية مشتركة
يشترك البلدان في عضوية مجموعة من المنظمات الدولية، منها:
| علم المنظمة | اسم المنظمة                                                | تاريخ انضمام تونس | تاريخ انضمام قيرغيزستان |
| ----------- | ---------------------------------------------------------- | ----------------- | ----------------------- |
|             | يونسكو                                                     | 8 نوفمبر 1956     | 2 يونيو 1992            |
|             | مؤسسة التمويل الدولية                                      | 25 يوليو 1962     | 11 فبراير 1993          |
|             | منظمة التعاون الإسلامي                                     | ?                 | ?                       |
|             | منظمة حظر الأسلحة الكيميائية                               | ?                 | ?                       |
|             | مؤسسة التنمية الدولية                                      | 30 ديسمبر 1960    | 24 سبتمبر 1992          |
|             | منظمة التجارة العالمية                                     | ?                 | ?                       |
|             | وكالة ضمان الاستثمار متعدد الأطراف                         | 7 يونيو 1988      | 21 سبتمبر 1993          |
|             | الاتحاد البريدي العالمي                                    | ?                 | ?                       |
|             | الاتحاد الدولي للاتصالات                                   | 14 ديسمبر 1956    | 20 يناير 1994           |
|             | منظمة الشرطة الجنائية الدولية                              | ?                 | ?                       |
|             | الأمم المتحدة                                              | 12 نوفمبر 1956    | 2 مارس 1992             |
|             | البنك الدولي للإنشاء والتعمير                              | 14 أبريل 1958     | 18 سبتمبر 1992          |
|             | العملية المشتركة للاتحاد الأفريقي والأمم المتحدة في دارفور | ?                 | ?                       |

## وصلات خارجية
- موقع وزارة الخارجية التونسية